# فيني كورتو
فيني كورتو (بالإنجليزية: Vinnie Curto)‏ مواليد 10 يوليو 1955 في ماساتشوستس، هو ملاكم محترف أمريكي سابق صنّف ضمن فئة الوزن المتوسط.

## إحصائيات
خاض خلال مسيرته 76 نزالا، فاز في 62 وتعادل في 3 وخسر في 10. فاز بالضربة القاضية في 26 نزالا.

## وصلات خارجية
- فيني كورتو على موقع IMDb (الإنجليزية)
- فيني كورتو على موقع قاعدة بيانات الفيلم (الإنجليزية)
- فيني كورتو على موقع بوكس ريك (الإنجليزية) (registration required)

- الموقع الرسمي